# Olov Svebilius
Olov Svebilius, švedski luteranski nadškof, * 1. januar 1624, † 29. junij 1700.